# Vuelo 585 de United Airlines
El vuelo 585 de United Airlines fue un vuelo de cabotaje entre el Aeropuerto Internacional Stapleton de Denver, Colorado y el Aeropuerto Municipal de Colorado Springs, que se estrelló en su aproximación final al aeropuerto de Colorado Springs el 3 de marzo de 1991. Sus 20 pasajeros y 5 miembros de la tripulación murieron en este accidente cuando el Boeing 737 que realizaba el vuelo giró sin control alguno hacia la derecha hasta estrellarse.
La causa fue atribuida a la falla de la válvula servodual del timón de cola, la cual se bloqueó sin explicación alguna. En 1994 el vuelo 427 de USAir tuvo el mismo destino trágico. Finalmente en 1996 el vuelo 517 de Eastwind Airlines presentó otra vez la misma falla; todos sus ocupantes resultaron ilesos y el avión que realizaba ese vuelo aterrizó sin mayores incidentes. Como ese avión se conservó intacto se pudo realizar una investigación exhaustiva que demostró la causa de la caída del vuelo 585 y el vuelo 427 los años anteriores y se propusieron medidas para evitar nuevos accidentes similares.
Como consecuencia Boeing reemplazó la válvula servodual de todos los Boeing 737 operativos en el mundo, costándole mucho dinero, a fin de evitar más tragedias causadas por el bloqueo de la válvula servodual.

## Aeronave y tripulación
El vuelo 585 fue operado por un Boeing 737-291 de 8 años y 10 meses, registrado N999UA. El 737 se fabricó originalmente para la «antigua» Frontier Airlines en 1982 y fue adquirido por United Airlines en 1986 cuando la primera cerró (ocho años después se formó una nueva compañía aérea con el mismo nombre). A la fecha del accidente, la aeronave acumulaba aproximadamente 26.000 horas de vuelo.
El vuelo 585 era comandado por el capitán Harold Green, de 52 años, que para entonces tenía 20 años de experiencia como piloto en United Airlines y la primera oficial Patricia Eidson, de 42 años, una de las primeras mujeres piloto en la historia de la aerolínea. La primera oficial Eidson se convirtió en la primera mujer piloto de aviación comercial que muere en un accidente aéreo.

## Accidente
Al iniciar su aproximación final al Aeropuerto Municipal de Colorado Springs, el vuelo 585 giró sin control a la derecha, ocasionando la pérdida de control por parte de la tripulación. La copiloto Eidson retrajo los alerones del Boeing 737 a 15º, para evitar que el avión cayera más rápido a tierra. Pese a sus intentos por controlar el avión, finalmente se estrelló en el Parque Widefield, cerca de la pista de aterrizaje del aeropuerto. El avión se desintegró por el impacto y se incendió el combustible que llevaba para el vuelo. No hubo supervivientes.

## Investigación de la NTSB
Los investigadores de la NTSB manejaron como posibles causa del accidente el error del piloto, falla mecánica de los motores y los fuertes vientos registrados en la zona el día del accidente. Todas estas hipótesis se descartaron. La grabadora de datos fue sacada del lugar del accidente junto con la grabadora de voz y la válvula servodual del timón de cola para su análisis. La válvula servodual del timón de cola fue revisada varias veces, pero no se halló nada que indicara que fuera la causante del accidente.
El primer informe de la NTSB, que se emitió el 8 de diciembre de 1992, no concluyó con la causa probable del accidente. En este informe no se pudo hallar ninguna prueba definitiva que explique la caída a tierra del vuelo 585.
3 años después, el 8 de septiembre de 1994, otro Boeing 737 presentó la misma falla, el vuelo 427 de USAir, que se estrelló cerca de Pittsburgh. Al igual que el vuelo 585, no hubo sobrevivientes en este hecho. Años después, en 1996, la válvula servodual del timón de cola del 737 que realizaba este vuelo fue sometida a una prueba, que consistía en congelar el dispositivo con nitrógeno e inyectarle líquido hidráulico caliente. Esta prueba puso en evidencia el bloqueo de la válvula servodual del timón de cola como causa del incidente del vuelo 517 de Eastwind Airlines y los accidentes de los vuelos 585 de United Airlines y 427 de USAir.

## Dramatización
Este accidente fue presentado en la cuarta temporada de la serie Mayday: catástrofes aéreas, en el episodio «Peligro oculto». El accidente fue reexaminado en un episodio compilatorio especial en la sexta temporada titulado «Piezas fatales». Ambos episodios examinan también los accidentes del vuelo 427 de USAir y el vuelo 517 de Eastwind Airlines y los accidentes fueron nuevamente presentados en la subserie Mayday: Informe Especial, titulado «Problemas de inclinación».

## Galería

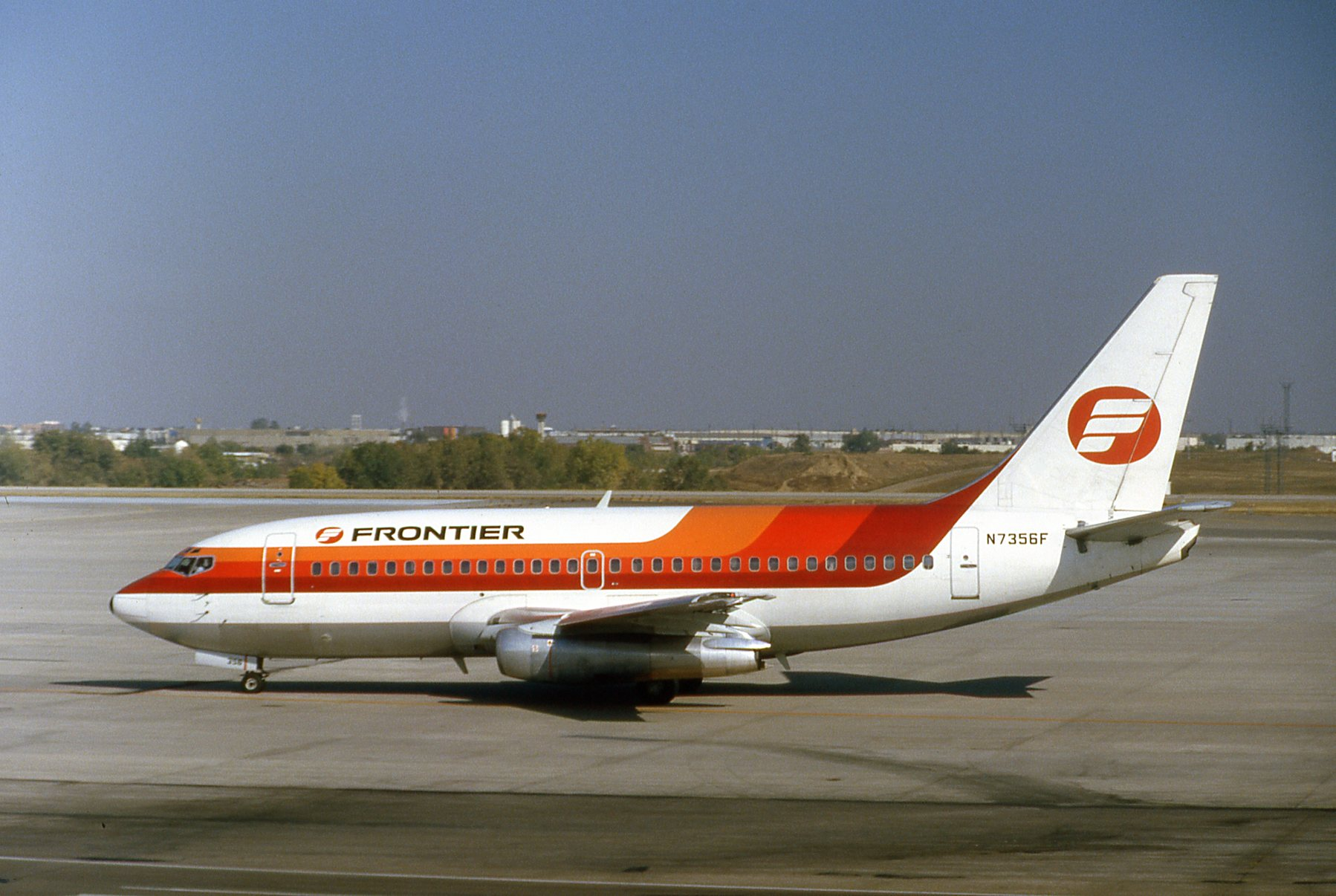
El avión involucrado en el incidente en octubre de 1985 en el Aeropuerto Internacional Stapleton, mientras era operado por Frontier Airlines.
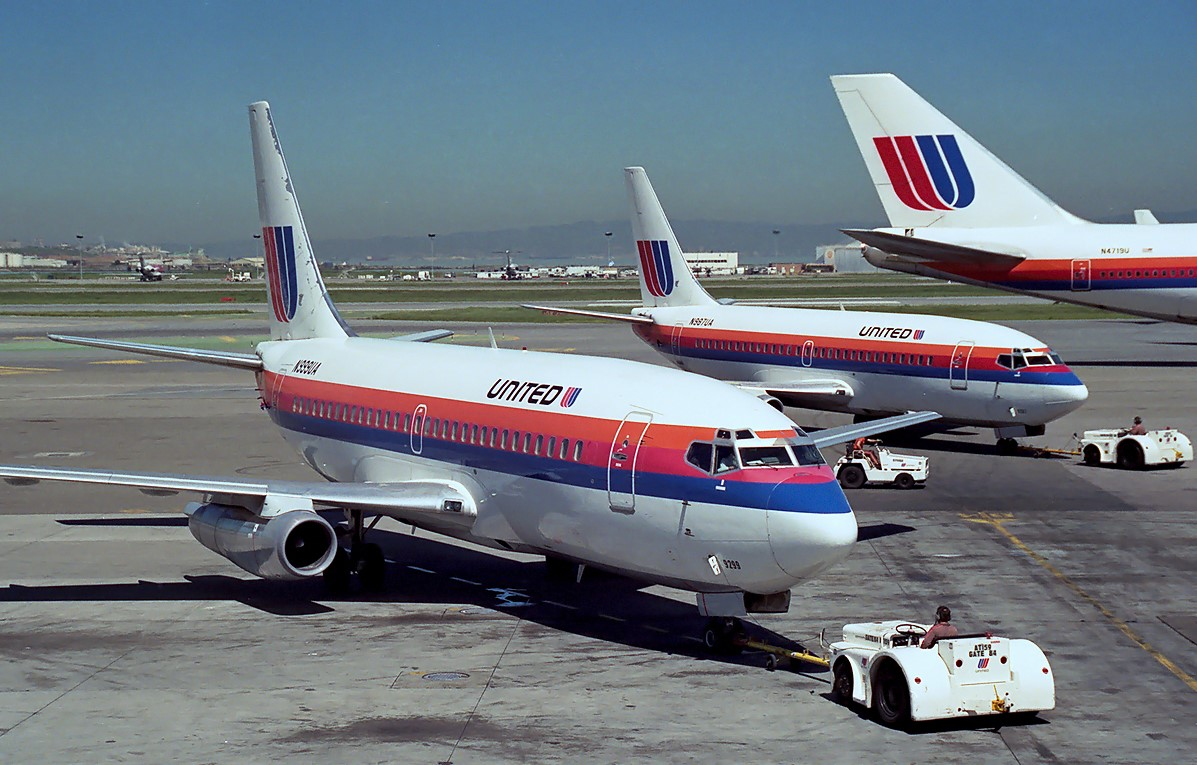
El avión involucrado en el incidente en el Aeropuerto Internacional de San Francisco junto a un avión hermano de la misma aerolinea.